# James Bruce, VIII conte di Elgin
James Bruce VIII conte di Elgin, KT, GCB, PC (Londra, 20 luglio 1811 – Dharamsala, 20 novembre 1863) è stato un nobile e diplomatico scozzese.

## Biografia
Era il figlio di Thomas Bruce, VII conte di Elgin, e della sua seconda moglie, Elizabeth Oswald. Studiò a Eton College e al Christ Church di Oxford. Mentre era a Oxford divenne amico di William Ewart Gladstone.

## Carriera
È stato eletto deputato per Southampton. Fu governatore della Giamaica (1842-1846) e del Canada (1847-1854). Lord Elgin divenne il primo governatore generale che rimosse se stesso dagli affari di legislatore, che portò il ruolo simbolico che il governatore generale da allora ha avuto per quanto riguarda gli affari politici del paese.
Nel 1854, Lord Elgin ha negoziato il trattato di reciprocità con gli Stati Uniti nel tentativo di stimolare l'economia canadese. Si dimise da governatore generale nel 1855.

### Cina e Giappone
Nel 1857 fu inviato come ministro plenipotenziario in Cina, dove ha condotto il bombardamento di Canton e ha supervisionato la fine della seconda guerra dell'oppio e siglò il trattato di Tientsin (1858). Successivamente si spostò in Giappone, dove fu firmatario del trattato di amicizia e commercio anglo-giapponese.
Nel giugno 1860 è tornato in Cina per assistere con ulteriori attacchi che inizialmente erano guidati dal fratello. Il 18 ottobre 1860 non avendo ricevuto la resa cinese, ordinò la distruzione completa del Yuan Ming Yuan (o Vecchio Palazzo d'Estate). Egli e le sue truppe riuscirono a saccheggiare i tesori dei giardini imperiali e li portarono in Gran Bretagna. Il 20 ottobre 1860 fu firmata la convenzione di Pechino.

### India
Egli divenne viceré dell'India nel 1861, e fu il primo ad utilizzare Peterhoff, come residenza ufficiale del viceré.

## Matrimoni

### Primo matrimonio
Sposò, il 22 aprile 1841, Elizabeth Cumming-Bruce, figlia di Charles Cumming-Bruce e Mary Elizabeth Bruce. Ebbero una figlia:
- Lady Elma Bruce (?-27 novembre 1923), sposò John Hovell-Thurlow-Cumming-Bruce, V barone di Thurlow, ebbero sette figli.

### Secondo matrimonio
Sposò, il 7 novembre 1846, Lady Mary Louisa Lambton, figlia di John Lambton, I conte di Durham e Lady Louisa Gray. Ebbero tre figli:
- Victor Bruce, IX conte di Elgin (16 maggio 1849-18 gennaio 1917);
- Lord Robert Preston Bruce (4 dicembre 1851-8 dicembre 1893);
- Lord Frederick John Bruce (16 settembre 1854-26 gennaio 1920), sposò Katherine Fernie, ebbero otto figli.

## Morte
Morì il 20 novembre 1863 per un attacco cardiaco mentre attraversava una corda oscillante e ponte di legno sul fiume Chandra, tra Manali e Lahul. Fu sepolto nel St. John in the Wilderness a Dharamsala.